# Grant (condado de Dunn, Wisconsin)
Grant es un pueblo ubicado en el condado de Dunn en el estado estadounidense de Wisconsin. En el Censo de 2010 tenía una población de 385 habitantes y una densidad poblacional de 3,98 personas por km².

## Geografía
Grant se encuentra ubicado en las coordenadas 45°4′14″N 91°42′57″O / 45.07056, -91.71583. Según la Oficina del Censo de los Estados Unidos, Grant tiene una superficie total de 96.65 km², de la cual 95.27 km² corresponden a tierra firme y (1.42%) 1.38 km² es agua.

## Demografía
Según el censo de 2010, había 385 personas residiendo en Grant. La densidad de población era de 3,98 hab./km². De los 385 habitantes, Grant estaba compuesto por el 98.96% blancos, el 0.52% eran afroamericanos, el 0% eran amerindios, el 0% eran asiáticos, el 0% eran isleños del Pacífico, el 0% eran de otras razas y el 0.52% pertenecían a dos o más razas. Del total de la población el 0% eran hispanos o latinos de cualquier raza.